# El mal de amores

El mal de amores est une zarzuela d'un acte du compositeur espagnol José Serrano sur un livret des frères Álvarez Quintero. La première de cette œuvre a lieu au Teatro Apolo de Madrid le 28 janvier 1905.

## Personnages
- Carola, voyageuse amoureuse de Rafael. Mezzo-soprano.
- Amapola, gitane. Mezzo-soprano.
- Mariquilla, fille de l'aubergiste Cristóbal. Soprano.
- Rafael, amoureux de Carola. Baryton.
- Don Ramón et Don Felipe, agriculteurs.
- Don Lope, Don Juan cinquantenaire ridicule. Ténor comique.
- Cristobal, aubergiste.

## Argument
L'action se déroule dans une auberge d'Andalousie en 1905. 
Un galant cinquantenaire ridicule du nom de Don Lope arrive à l'auberge en se vantant d'être un grand conquérant. L'aubergiste Cristóbal et sa fille Mariquilla lui racontent que l'eau de leur puits guérit le mal d'amour. La légende rapporte que son eau est issue des larmes d'une princesse. Ils racontent la même chose à une gitane détenue par la garde civile et à une belle voyageuse sortant de la diligence. Elle s'appelle Carolina et fuit des fiançailles forcées avec un agriculteur et espère rencontrer à l'auberge celui qu'elle aime, Rafael.
Rafael est retardé pour avoir eu un accident de cheval, mais quand il arrive enfin, il embrasse Carola. Avant de pouvoir s'enfuir, ils doivent déjouer deux agriculteurs à leurs trousses.

## Morceaux principaux
- Prélude avec  pizzicato.
- Chanson Miguelón el de la jara.
- Romance Que venga ya.
- Duo de Carola et Rafael.